# Buff Bagwell
Marcus Alexander Bagwell (10 de enero de 1970) es un luchador profesional estadounidense y actor, más conocido por su nombre en el ring, Buff Bagwell. Es conocido por su paso por la World Championship Wrestling entre 1991 y 2001 y la World Wrestling Federation en el 2001, donde fue cinco veces Campeón Mundial en Parejas.

## Vida personal
Bagwell se casó con su tercera esposa, Judy, en 2001.

## Carrera

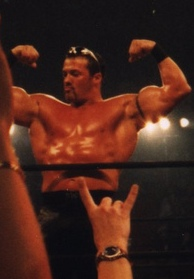
Buff Bagwell posando durante una grabación de WCW Monday Nitro desde Minneapolis, Minnesota en 1998.

Bagwell fue un jugador de béisbol y fútbol americano durante su paso en Sprayberry High School, y al graduarse trabajó para la compañía maderera de su familia, además fue un boxeador aficionado. En 1991, comenzó a luchar para la Global Wrestling Federation como The Handsome Stranger, un gimmick sugerido por Bill Eadie, y así ponerse un antifaz que cubría sus ojos al estilo de "El Llanero Solitario".

### World Championship Wrestling (1991–2001)
En 1991, Bagwell fue contratado por la World Championship Wrestling, donde luchó bajo su nombre completo. 
En los próximos cinco años, formó tag teams con Tom Zenk, 2 Cold Scorpio, The Patriot (como Stars N Stripes) y Scotty Riggs (como The American Males), y ganó cuatro veces el Campeonato Mundial en Parejas de la WCW en ese periodo.

### World Wrestling Federation (2001)
En el año 2001 después de que WCW cerrara, en la edición del 2 de julio de Raw Is War del mismo año hizo su única aparición en television luchando por el Campeonato Mundial Peso Pesado de WCW contra Booker T. Luego de eso fue liberado de su contrato.

### Circuito Independiente
El 18 de mayo de 2024, junto a Big John Dalton derrotaron a Lord Gaston & Sir Matthew ganando los Campeonatos en Parejas de Memphis Wrestling.

## En lucha
- Movimientos finales
  - Buff Blockbuster[1] (Diving neckbreaker)[9][10]

- Movimientos de firma
  - Arm drag,[11][12] often followed by a deep armbar[13]
  - Atomic drop,[11][14] sometimes inverted[15]
  - Back body drop[13]
  - Diving crossbody[16]
  - Double underhook DDT[1][17]
  - Dropkick[12][14][18]
  - Drop toe-hold,[19] often transitioned into a wrist lock[19]
  - Manhattan Suplex (Sitout inverted suplex slam)[1]
  - Neckbreaker[1]
  - Scoop powerslam[13]
  - Single arm choke on a laying opponent[20]
  - Shoulder block,[11][21] sometimes from the second rope[12][22]
  - Standing or running big splash[12][19][23]
  - Swinging neckbreaker[1][11]
  - Vertical suplex[20][19]
  - Yellow Jacket Suplex (Bridging cradle suplex)[1][21]

## Campeonatos y logros
- AWA Superstars of Wrestling
  - AWA Superstars of Wrestling World Tag Team Championship (1 vez) – con The Patriot[24]

- Cleveland All-Pro World Wrestling
  - CAPW Unified World Heavyweight Championship (1 vez)[25][26]

- Great American Wrestling Federation
  - GAWF Heavyweight Championship (1 vez)[1]

- Great Championship Wrestling
  - GCW Tag Team Championship (1 vez) – con Scott Steele[27]

- Mid-Atlantic Championship Wrestling1
  - Mid-Atlantic Heavyweight Championship (2 veces, actual)[28]
  - Mid-Atlantic Tag Team Championship (3 veces, actual) – con Dusty Rhodes (1), y Rikki Nelson (2)[29]

- North American Championship Wrestling
  - NACW Tag Team Championship (1 vez) – con Ricky Morton[30]

- NWA Blue Ridge
  - NWA Blue Ridge Television Championship (1 vez)[31]

- Pro Wrestling Illustrated
  - Situado en el N°221 en los PWI 500 de 2003

- Ultimate NWA
  - Ultimate NWA Heavyweight Championship (1 vez)[32]

- World Championship Wrestling
  - WCW World Tag Team Championship (5 veces) – con 2 Cold Scorpio (1), The Patriot (2), Scotty Riggs (1), y Shane Douglas (1)[33]
  - Rookie of the Year (1991)[4]

- Wrestling Observer Newsletter awards
  - Most Embarrassing Wrestler (2001)

- Other titles
  - Georgia All State Tag Team Championship (1 vez) – con Chris Walker[1]
  - Michigan Midwest Heavyweight Championship (1 vez)[1]
  - RCW (Tennessee) Heavyweight Championship (1 vez)[1]